# Jimmy Boeheim
Jimmy Boeheim Jr. (n. DeWitt (Nueva York)); 4 de mayo de 1998) es un jugador de baloncesto con estadounidense. Con 2,03 metros de altura juega en la posición de ala-pívot. Actualmente forma parte de la plantilla del BG Goettingen de la Basketball Bundesliga.

## Trayectoria deportiva

### Universidad
Es un jugador natural de DeWitt (Nueva York), formado en la Jamesville-Dewitt High School de Syracuse (Nueva York), antes de ingresar en 2017 en la Universidad Cornell, situada en Ithaca, en el estado de Nueva York, donde jugaría tres temporadas la NCAA con los Cornell Big Red desde 2017 a 2020. 
Tras una temporada en blanco, en la temporada 2021-22, cambia de universidad e ingresa en la Universidad de Siracusa en Siracusa, Nueva York, para jugar la NCAA con los Syracuse Orange.

### Profesional
Tras no ser drafteado en 2022, en julio de 2022 disputa la Liga de Verano de la NBA con los Detroit Pistons.
El 10 de agosto de 2022, firma con ASK Karditsas B.C. de la A1 Ethniki. Tras dejar el equipo, el 26 de enero de 2023 fichó por el CEZ Nymburk de la NBL checa.
El 5 de julio de 2023 fichó por el Walter Tigers Tubingen de la Basketball Bundesliga alemana.
El 17 de julio de 2024 fichó por el también equipo alemán del BG Goettingen.